# Bölesjön (Hässjö socken, Medelpad)
Bölesjön är en sjö i Timrå kommun i Medelpad och ingår i Gådeån-Indalsälvens kustområde. Sjön har en area på 0,77 kvadratkilometer och ligger 74,3 meter över havet. Sjön avvattnas av vattendraget Sörån.

## Delavrinningsområde
Bölesjön ingår i det delavrinningsområde (693737-158994) som SMHI kallar för Utloppet av Bölesjön. Medelhöjden är 96 meter över havet och ytan är 7,88 kvadratkilometer. Räknas de 6 avrinningsområdena uppströms in blir den ackumulerade arean 36,58 kvadratkilometer. Avrinningsområdets utflöde Sörån mynnar i havet. Avrinningsområdet består mestadels av skog (74 procent). Avrinningsområdet har 0,77 kvadratkilometer vattenytor vilket ger det en sjöprocent på 9,8 procent.